# Clans (Alpes-Maritimes)
Pour les articles homonymes, voir Clans.
Clans  (prononcer le « s » final, [klɑ̃s]) est une commune française située dans le département des Alpes-Maritimes, en région Provence-Alpes-Côte d'Azur.
Ses habitants sont appelés les Clansois.

## Géographie

### Localisation
Clans est une commune de moyenne altitude (690 m), située au-dessus de la vallée de la Tinée, à 60 km de Nice.

### Géologie et relief
La commune est vaste, et comporte une grande partie de forêt ; elle s'étend du lit de la Tinée, les hameaux de Pont-de-Clans et du Bancairon faisant partie de la commune, aux sommets du mont Tournairet.

### Catastrophes naturelles-Sismicité
Le 2 octobre 2020, de nombreux villages des diverses vallées des Alpes-Maritimes (Breil-sur-Roya, Fontan, Roquebillière, St-Martin-Vésubie, Tende...) sont fortement impactés par un "épisode méditerranéen" de grande ampleur. Certains hameaux de la commune restent inaccessibles jusqu'à plus d'une semaine après la catastrophe et l'électricité n'a été rétablie que vers le 20 octobre. L'Arrêté du 7 octobre 2020 portant reconnaissance de l'état de catastrophe naturelle a identifié 55 communes, dont Clans, au titre des "Inondations et coulées de boue du 2 au 3 octobre 2020".
Commune située dans une zone de sismicité moyenne.

### Hydrographie et les eaux souterraines
Cours d'eau sur la commune ou à son aval :
- rivière la Tinée,
- vallons d'ullion, de la serre, du monar, de lambertisse, de la nouguière, de l'adoucet, de la chaudane, des bouis, de bassacros, de cavier, du cougné, de bairols, de figgiette, de la chalanche, de pèlegrin,
- la vallière obscure,
- ravin de la médecine,

Clans dispose de deux stations d'épuration :
- Clans Le Périer d'une capacité de 700 équivalent-habitants[5],
- Clans St Jean d'une capacité de 250 équivalent-habitants[6].

### Climat
Pour des articles plus généraux, voir Climat de Provence-Alpes-Côte d'Azur et Climat des Alpes-Maritimes.
En 2010, le climat de la commune est de type climat méditerranéen altéré, selon une étude du Centre national de la recherche scientifique s'appuyant sur une série de données couvrant la période 1971-2000. En 2020, Météo-France publie une typologie des climats de la France métropolitaine dans laquelle la commune est exposée à un climat de montagne ou de marges de montagne et est dans la région climatique  Var, Alpes-Maritimes, caractérisée par une pluviométrie abondante en automne et en hiver (250 à 300 mm en automne), un très bon ensoleillement en été (fraction d’insolation > 75 %), un hiver doux (8 °C) et peu de brouillards. 
Pour la période 1971-2000, la température annuelle moyenne est de 12,5 °C, avec une amplitude thermique annuelle de 15,8 °C. Le cumul annuel moyen de précipitations est de 1 058 mm, avec 5,7 jours de précipitations en janvier et 5,2 jours en juillet. Pour la période 1991-2020, la température moyenne annuelle observée sur la station météorologique de Météo-France la plus proche, « Rimplas_sapc », sur la commune de Rimplas à 8 km à vol d'oiseau, est de 12,2 °C et le cumul annuel moyen de précipitations est de 908,8 mm. 
La température maximale relevée sur cette station est de 35,5 °C, atteinte le 23 août 2023 ; la température minimale est de −10,7 °C, atteinte le 27 février 2018,,. 
Les paramètres climatiques de la commune ont été estimés pour le milieu du siècle (2041-2070) selon différents scénarios d'émission de gaz à effet de serre à partir des nouvelles projections climatiques de référence DRIAS-2020. Ils sont consultables sur un site dédié publié par Météo-France en novembre 2022.

### Intercommunalité
Commune membre de la Métropole Nice Côte d'Azur.

### Urbanisme
La commune est intégrée dans le plan local d'urbanisme métropolitain approuvé le 25 octobre 2019.

### Typologie
Au 1er janvier 2024, Clans est catégorisée commune rurale à habitat dispersé, selon la nouvelle grille communale de densité à 7 niveaux définie par l'Insee en 2022.
Elle est située hors unité urbaine. Par ailleurs la commune fait partie de l'aire d'attraction de Nice, dont elle est une commune de la couronne,. Cette aire, qui regroupe 100 communes, est catégorisée dans les aires de 200 000 à moins de 700 000 habitants,.

### Voies de communications et transports

#### Voies routières
Village desservi par la départementale 55 depuis la D 2205.

#### Transports en commun
Transport en Provence-Alpes-Côte d'Azur
- Commune desservie par le réseau Lignes d'Azur.

### Communes limitrophes
| Marie      | Marie   | Venanson |
| Bairols    | Clans   | Venanson |
| Tournefort | La Tour | Utelle   |

## Toponymie
« Le chef-lieu (des Vellauni) » s’appela Clan c'est-à-dire centre des réunions. (?)

## Histoire
Le peuplement de la région est très ancien ; en attestent le « pont dit romain » en dessous de Clans, situé sur une ancienne voie romaine, ainsi que les vestiges de l'âge du bronze trouvés dans la commune. Sans doute la situation de Clans, sur un promontoire offrant à la fois terres cultivables, eau et facilité de défense, sont-ils des facteurs expliquant ce choix.
Jusqu'au XIVe siècle, le village était situé plus bas, au lieu-dit le Poet, près de la chapelle Saint-Sébastien. Des vestiges de cet ancien village subsistent, et son abandon semble être dû à l'épidémie de peste de 1348, au profit du site actuel, qui devait être un hameau d'alpage à l'époque.
Clans, faisant partie du comté de Nice dépendant du royaume de Sardaigne ou de Piémont-Sardaigne, a voté son rattachement à la France en 1860.
Le 23 février 1887 à 5 h 43, le village a subi un tremblement de terre, dont l'épicentre se trouvait au large d'Impéria (Italie), de magnitude comprise entre 6,5 et 6,8 et qui s'est ressenti sur un rayon de 300 km. À Clans, plusieurs dizaines de maisons furent endommagées, certaines furent démolies, toutes ne furent pas reconstruites. 

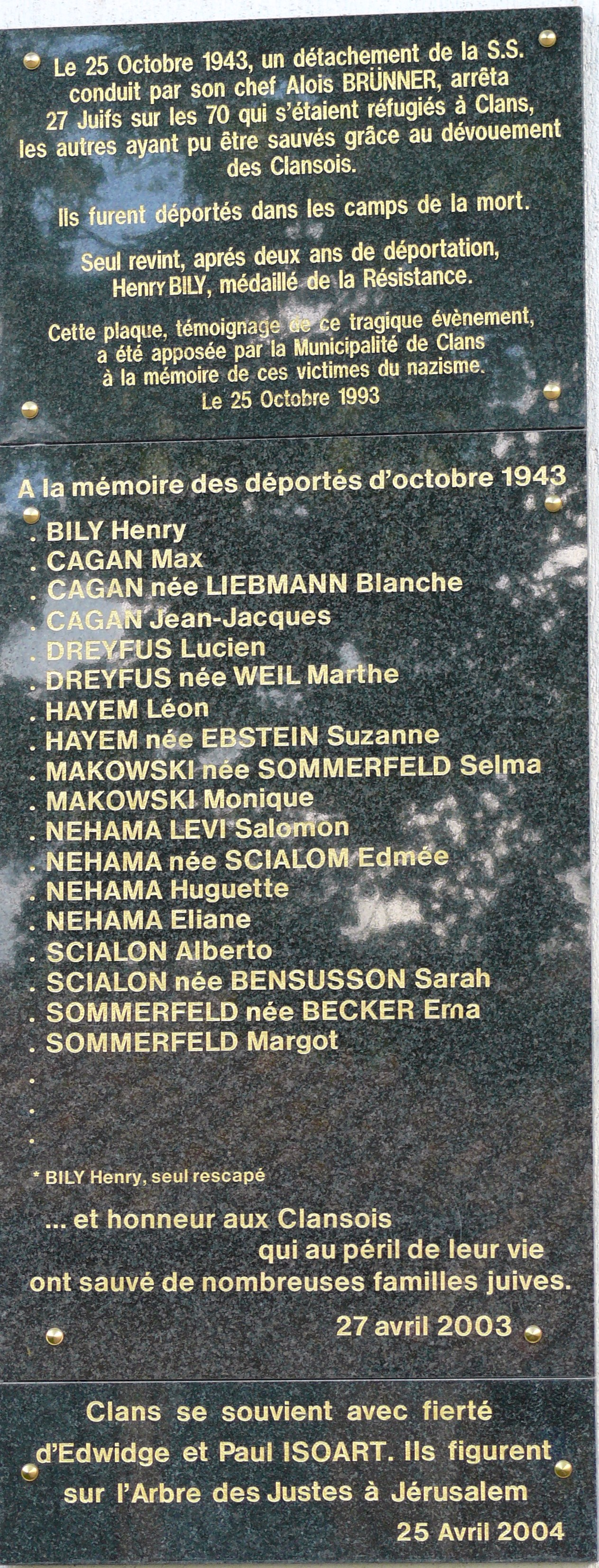
Plaque commémorative.

Dans une époque plus récente, de nombreuses familles et enfants juifs ont trouvé refuge à Clans pendant le deuxième guerre mondiale. Les villageois tentent de les protéger contre les rafles en mettant en place un service d’alerte :
Plusieurs personnes s’étaient organisées pour prévenir les « juifs » afin qu’ils aient le temps de se cacher avant l’arrivée des Allemands. Paul Isoart, affilié à la Résistance surveille la route qui passe devant l’usine EDF de Bancairon. En cas de danger, il prévient le cafetier du Pont de Clans qui avertit à son tour Edwige Isoart, receveuse des PTT. Le message transmis par téléphone, très simple « le lait monte », signifie qu’il y a une visite de la Gestapo. Ce stratagème permettait aux juifs de se mettre à l’abri avec la complicité active des habitants. Malheureusement, il y eut quelques fausses alertes, ce qui les rendit moins vigilants. Le lundi 25 octobre 1943, les Allemands arrivent brusquement à Clans, sans que personne ait pu être averti. Lors de cette rafle organisée par Aloïs Brünner, 27 réfugiés juifs sont arrêtés, mais une trentaine d’autres ont pu être sauvés. La police allemande, rendue furieuse par son échec partiel, traîne Edwige Isoart sur la place du village, sous la menace d’un revolver, mais elle parvient à se disculper et n’est pas arrêtée.
Paul Isoart, maire de Clans pendant de nombreuses années et son épouse Edwige, ont obtenu la médaille des Justes. En 1993, une plaque commémorant le cinquantième anniversaire de la rafle a été apposée sur le mur de la mairie.

## Politique et administration
| Période                                  | Période          | Identité          | Étiquette | Qualité                                                 |
| ---------------------------------------- | ---------------- | ----------------- | --------- | ------------------------------------------------------- |
| Les données manquantes sont à compléter. |                  |                   |           |                                                         |
| 1966                                     | mars 2001        | Raymond Santucci  | DVD       | Conseiller général du canton de Saint-Sauveur-sur-Tinée |
| mars 2001                                | 16 décembre 2005 | James Dauphiné    | SE        |                                                         |
| 16 décembre 2005                         | mars 2008        | Jean-Pierre Stève | SE        |                                                         |
| mars 2008                                | En cours         | Roger Maria       | DVD       | Retraité                                                |

### Budget et fiscalité 2019

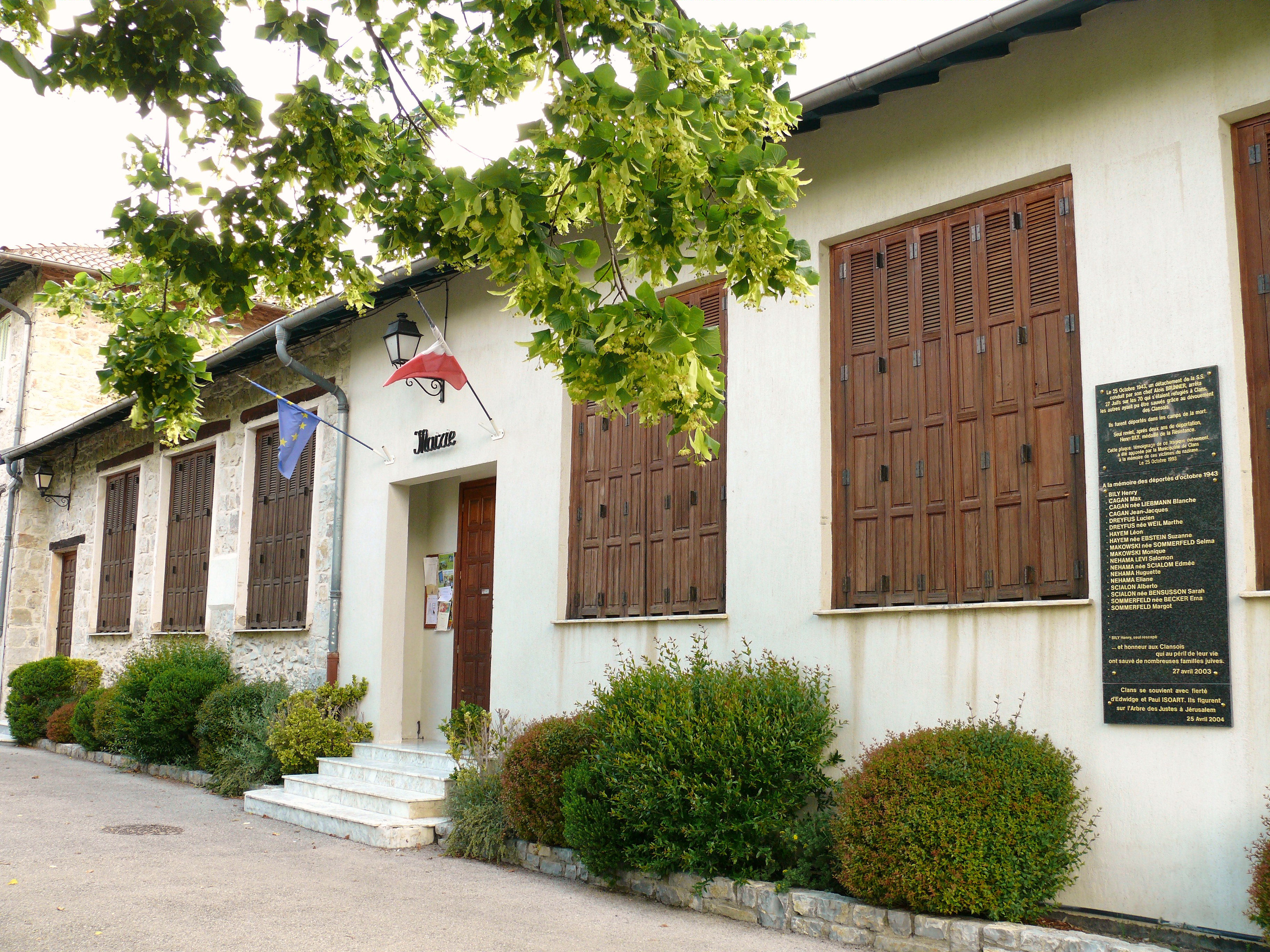
Mairie.

En 2019, le budget de la commune était constitué ainsi :
- total des produits de fonctionnement : 696 000 €, soit 1 109 € par habitant ;
- total des charges de fonctionnement : 642 000 €, soit 1 022 € par habitant ;
- total des ressources d'investissement : 1 390 000 €, soit 2 213 € par habitant ;
- total des emplois d'investissement : 1 016 000 €, soit 1 617 € par habitant ;
- endettement : 1 370 000 €, soit 2 182 € par habitant.

Avec les taux de fiscalité suivants :
- taxe d'habitation : 4,79 % ;
- taxe foncière sur les propriétés bâties : 12,87 % ;
- taxe foncière sur les propriétés non bâties : 29,98 % ;
- taxe additionnelle à la taxe foncière sur les propriétés non bâties : 0,00 % ;
- cotisation foncière des entreprises : 0,00 %.

Chiffres clés Revenus et pauvreté des ménages en 2017 : médiane en 2017 du revenu disponible, par unité de consommation : 21 220 €.

## Population et société

### Démographie

#### Évolution démographique
L'évolution du nombre d'habitants est connue à travers les recensements de la population effectués dans la commune depuis 1793. Pour les communes de moins de 10 000 habitants, une enquête de recensement portant sur toute la population est réalisée tous les cinq ans, les populations de référence des années intermédiaires étant quant à elles estimées par interpolation ou extrapolation. Pour la commune, le premier recensement exhaustif entrant dans le cadre du nouveau dispositif a été réalisé en 2008.

En 2022, la commune comptait 688 habitants, en évolution de +12,05 % par rapport à 2016 (Alpes-Maritimes : +2,85 %, France hors Mayotte : +2,11 %).
| 1793 | 1800 | 1806 | 1822 | 1838 | 1848 | 1858 | 1861 | 1866 |
| ---- | ---- | ---- | ---- | ---- | ---- | ---- | ---- | ---- |
| 681  | 634  | 648  | 666  | 766  | 760  | 858  | 814  | 855  |

| 1872 | 1876 | 1881 | 1886 | 1891 | 1896 | 1901 | 1906 | 1911 |
| ---- | ---- | ---- | ---- | ---- | ---- | ---- | ---- | ---- |
| 814  | 749  | 771  | 702  | 736  | 706  | 692  | 605  | 528  |

| 1921 | 1926 | 1931 | 1936 | 1946 | 1954 | 1962 | 1968 | 1975 |
| ---- | ---- | ---- | ---- | ---- | ---- | ---- | ---- | ---- |
| 505  | 793  | 641  | 623  | 471  | 530  | 446  | 472  | 400  |

| 1982 | 1990 | 1999 | 2006 | 2008 | 2013 | 2018 | 2022 | - |
| ---- | ---- | ---- | ---- | ---- | ---- | ---- | ---- | - |
| 367  | 496  | 532  | 551  | 557  | 582  | 662  | 688  | - |

### Enseignement
Établissements d'enseignements :
- Écoles maternelles et primaires,
- Collèges à Saint-Sauveur-sur-Tinée, Roquebillière, Saint-Martin-du-Var,
- Lycée à Valdeblore.

### Santé
Professionnels et établissements de santé :
- Médecins à Villars-sur-Var, Saint-Sauveur-sur-Tinée,
- Pharmacies à Saint-Martin-Vésubie, Roquebillière, Lantosque, Levens,
- Hôpitaux à Villars-sur-Var, Saint-Martin-Vésubie.

### Cultes
- Culte catholique, Paroisse Notre-Dame de la Tinée[32], Diocèse de Nice.

## Économie

### Entreprises et commerces

#### Agriculture
Les principales sources de « richesse » étaient l'agriculture : légumes, oliviers (dont 800 m constitue la limite d'altitude supérieure), élevage et produits en découlant (fromage, salaisons, viande), l'exploitation des bois de la forêt, et les ressources hydrauliques, avec captage de sources pour alimenter l'usine hydro-électrique du Bancairon, en complément du cours de la Tinée.

#### Tourisme
Le village accueillait, et accueille toujours, nombre de familles niçoises l'été, le climat estival de Clans étant agréable, et l'altitude ne constituant pas un problème pour les personnes souffrant d'insuffisance cardiaque; nombre de « villas » attestent de cette présence estivale.

#### Commerces
L'économie de Clans a profondément changé au fil de l'histoire.
De nos jours, l'économie strictement locale est plus réduite, et passablement de personnes habitent à Clans et travaillent dans la vallée, jusqu'à Nice.

## Culture locale et patrimoine

### Lieux et monuments

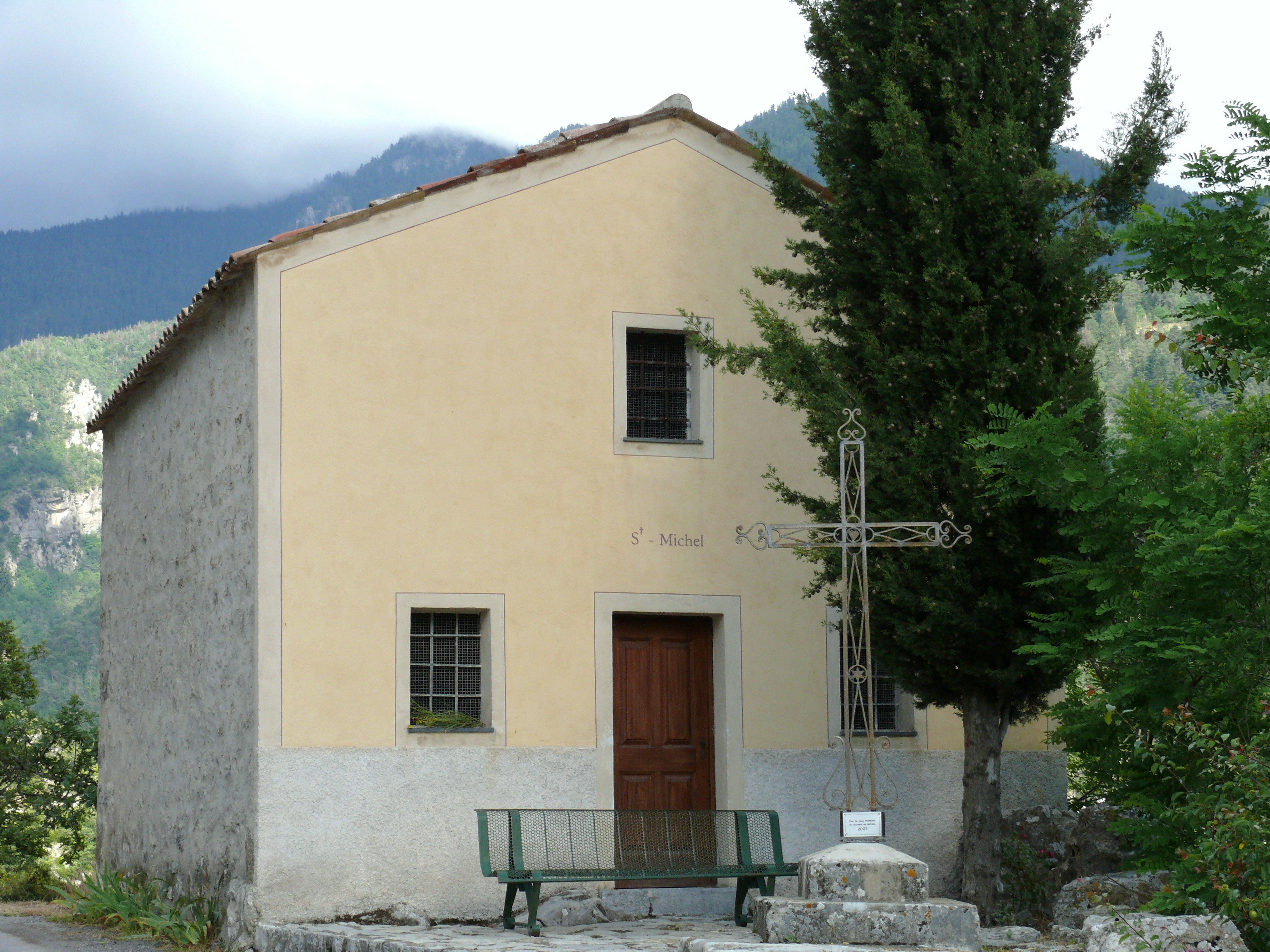
Chapelle Saint-Michel.
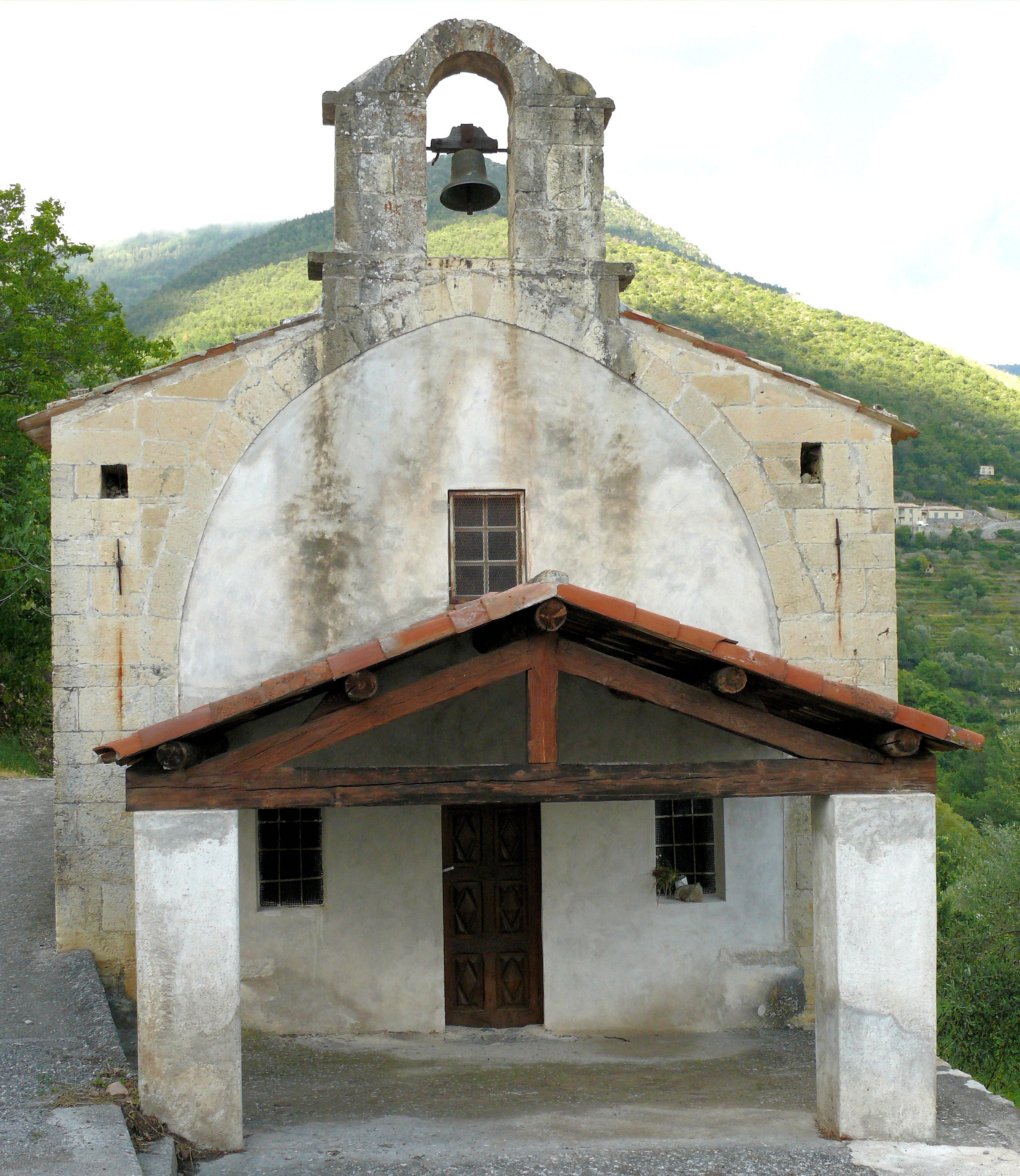
Chapelle Saint-Antoine-Ermite.
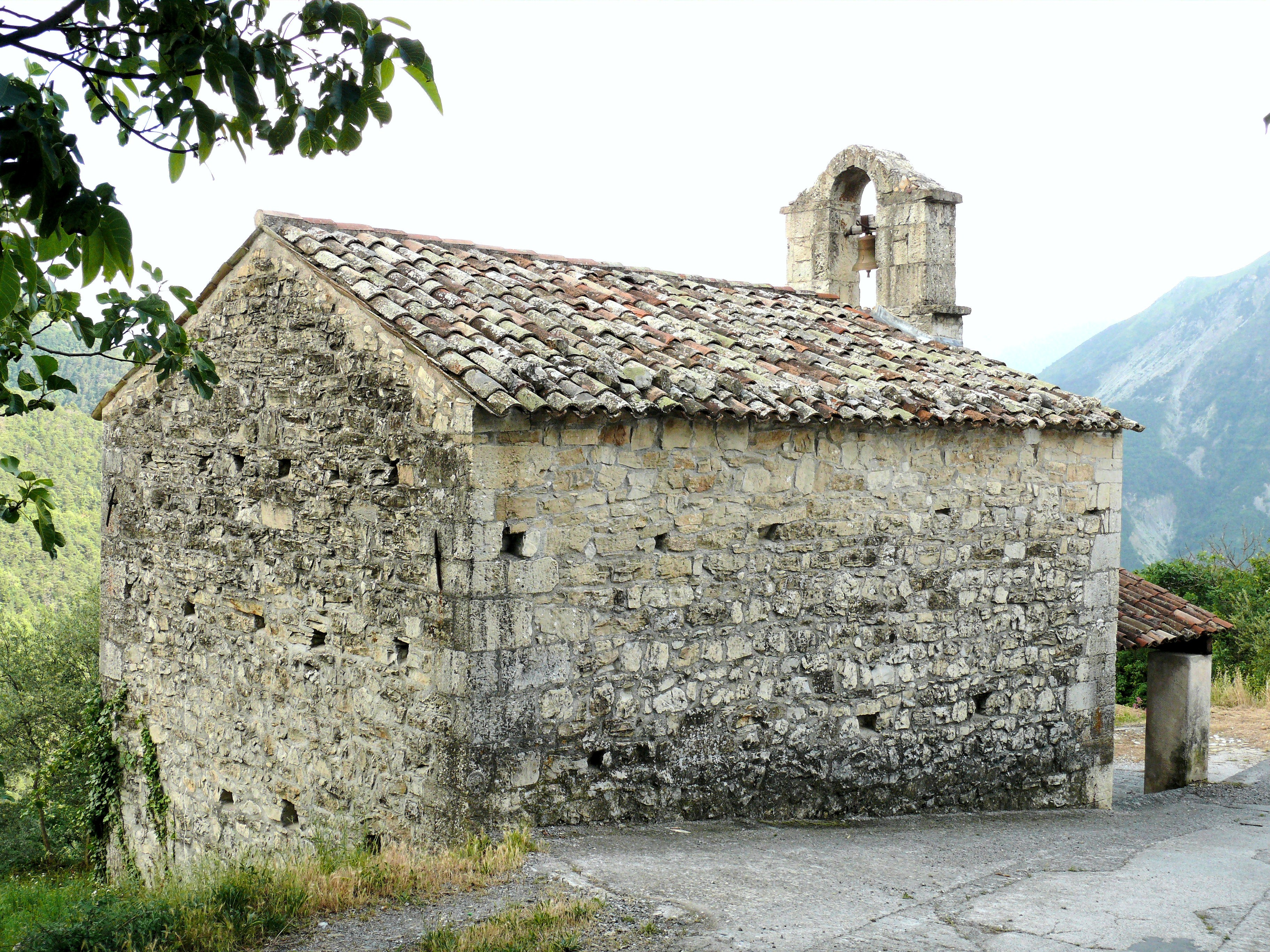
Chapelle Saint-Antoine-Ermite.

La commune compte trois monuments et 34 objets répertoriés à l'inventaire des monuments historiques :
- La chapelle Saint-Michel, classée depuis le 3 janvier 2000[35] ;
- la chapelle Saint-Antoine-Ermite, classée depuis le 8 octobre 1942[36] ;
- la collégiale Sainte-Marie, classée depuis le 3 janvier 2000[37].

Lieux présentés dans la base de données "http://patrimages.culture.gouv.fr/" de l'l'inventaire général du patrimoine culturel : Photothèque Monuments Historiques.
Voir aussi :
- « Liste des lieux et monuments de la commune de Clans à l'inventaire général du patrimoine culturel », sur la plateforme ouverte du patrimoine, base Mérimée, ministère français de la Culture.
- « Liste des objets de la commune de Clans à l'inventaire général du patrimoine culturel », sur la plateforme ouverte du patrimoine, base Palissy, ministère français de la Culture.

#### Chapelle Saint-Michel
La chapelle Saint-Michel est située sur la route de la forêt.

#### Chapelle Saint-Antoine-Ermite
La chapelle Saint-Antoine-Ermite est située près de la mairie. Elle a été construite pour protéger le village de la peste de 1467. Des fresques représentant l'ermite ont été peintes en trente tableaux, dont douze disparus à la fin du XVe siècle,
.

#### Collégiale Sainte-Marie
La collégiale Sainte-Marie actuelle, a été reconstruite à partir de 1680, jusqu'à la Révolution. Elle a été reconstruite sur des églises plus anciennes, les églises Saint-Pierre et Sainte-Marie qui étaient placées l'une contre l'autre. L'église Saint-Pierre a été construite avant l'an mille. Il reste de cette église le chœur et des fragments de fresque. L'église Sainte Marie est citée en 1066 dont il reste l'abside et une partie du clocher. La grande porte de la collégiale porte la date de 1684. La collégiale est consacrée le 26 décembre 1784. L'orgue Grinda, de 1791, a été restauré en 1982 par Yves Cabourdin en conservant le plus possible les pièces d'origine.

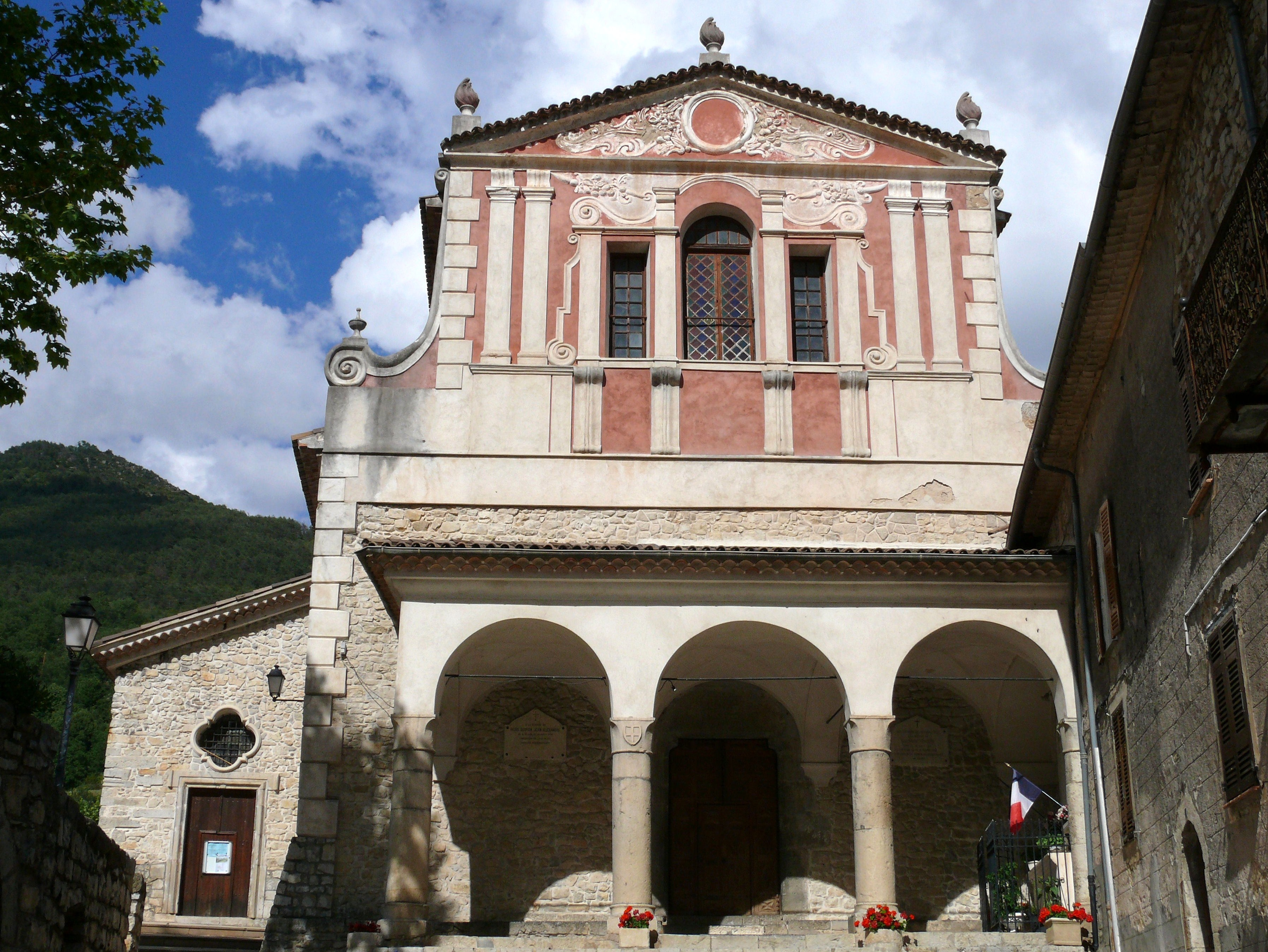
Collégiale Sainte-Marie.
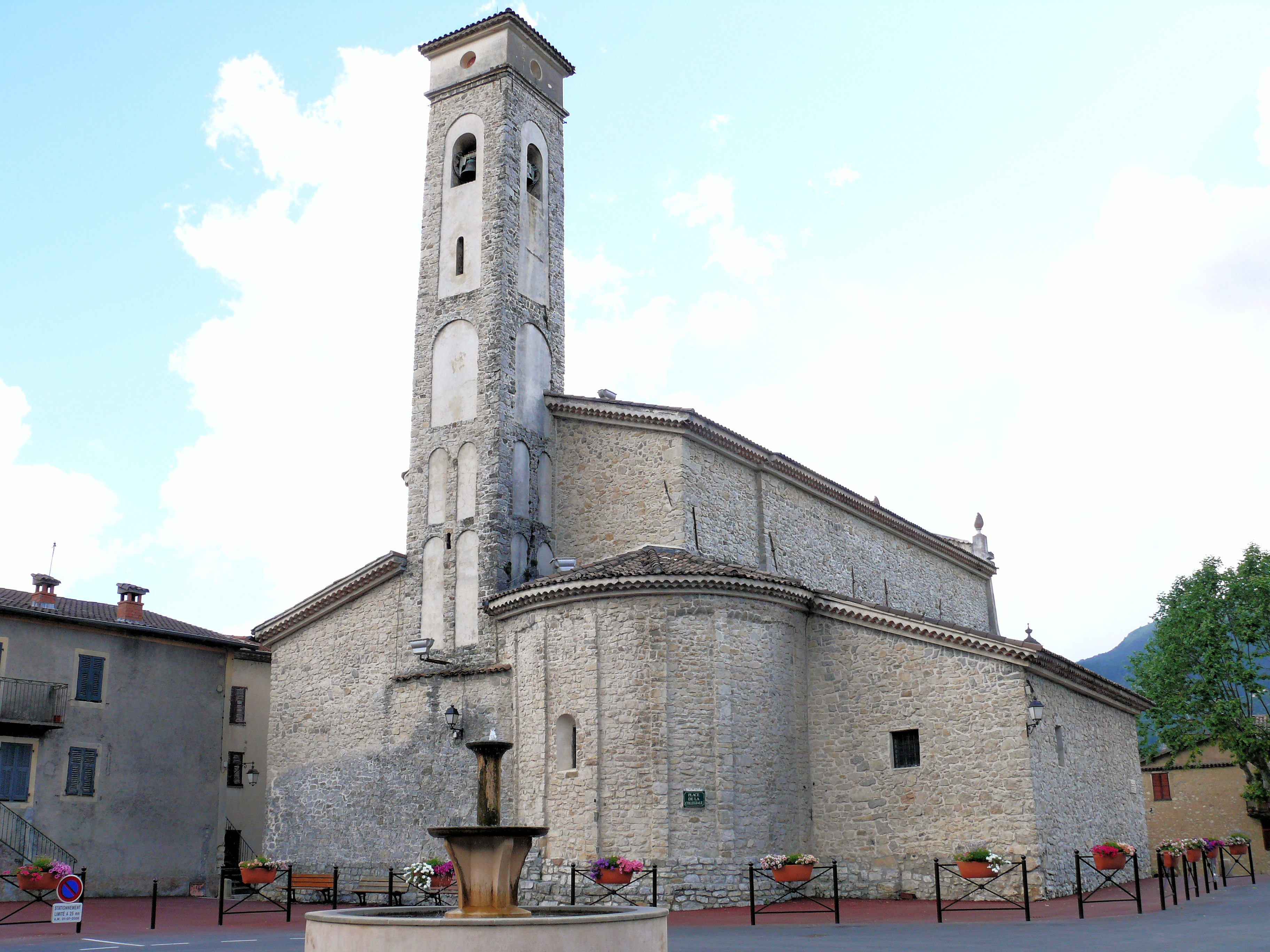
Collégiale Sainte-Marie (chevet roman et clocher de style lombard).
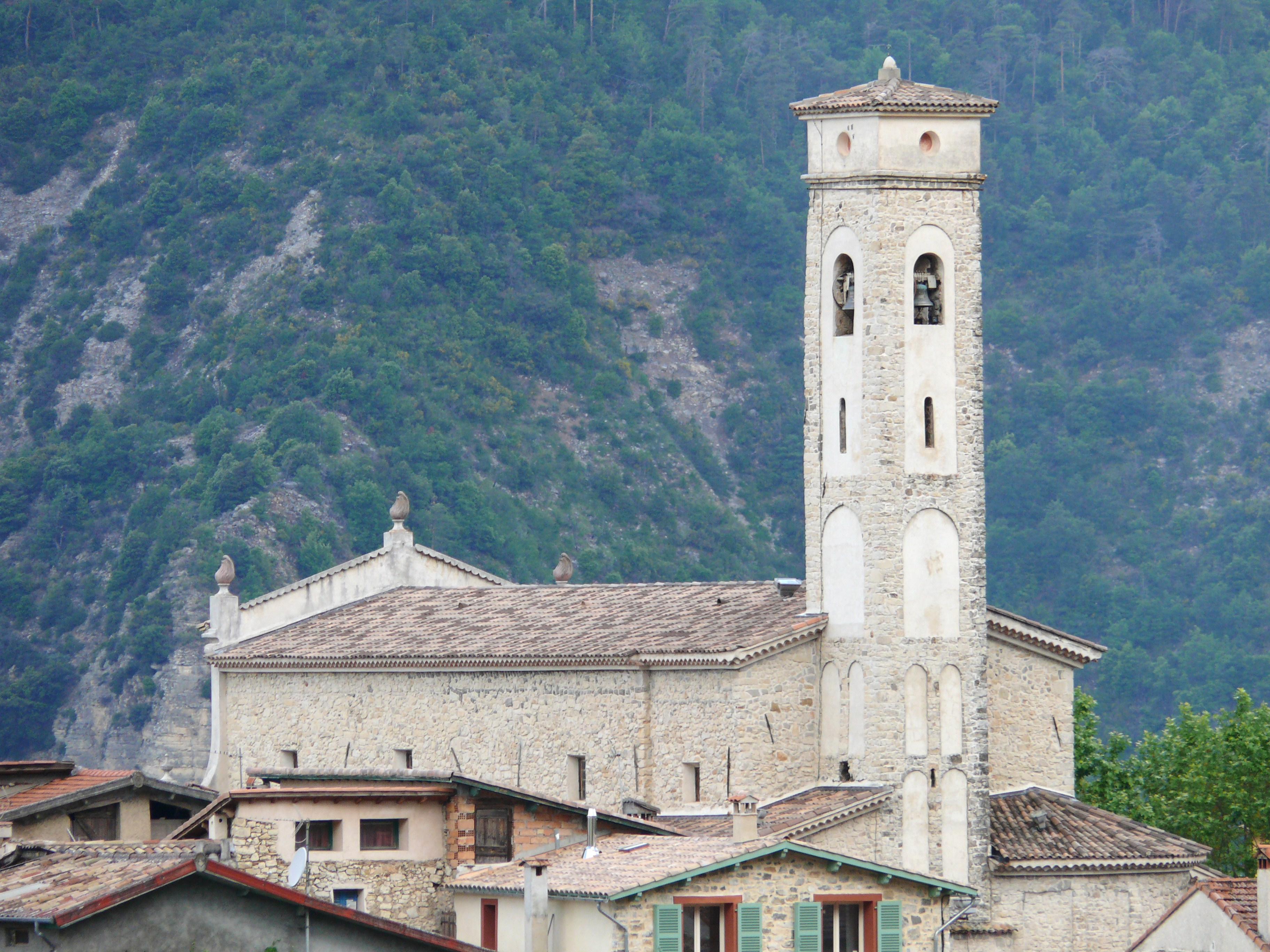
Collégiale Sainte-Marie.
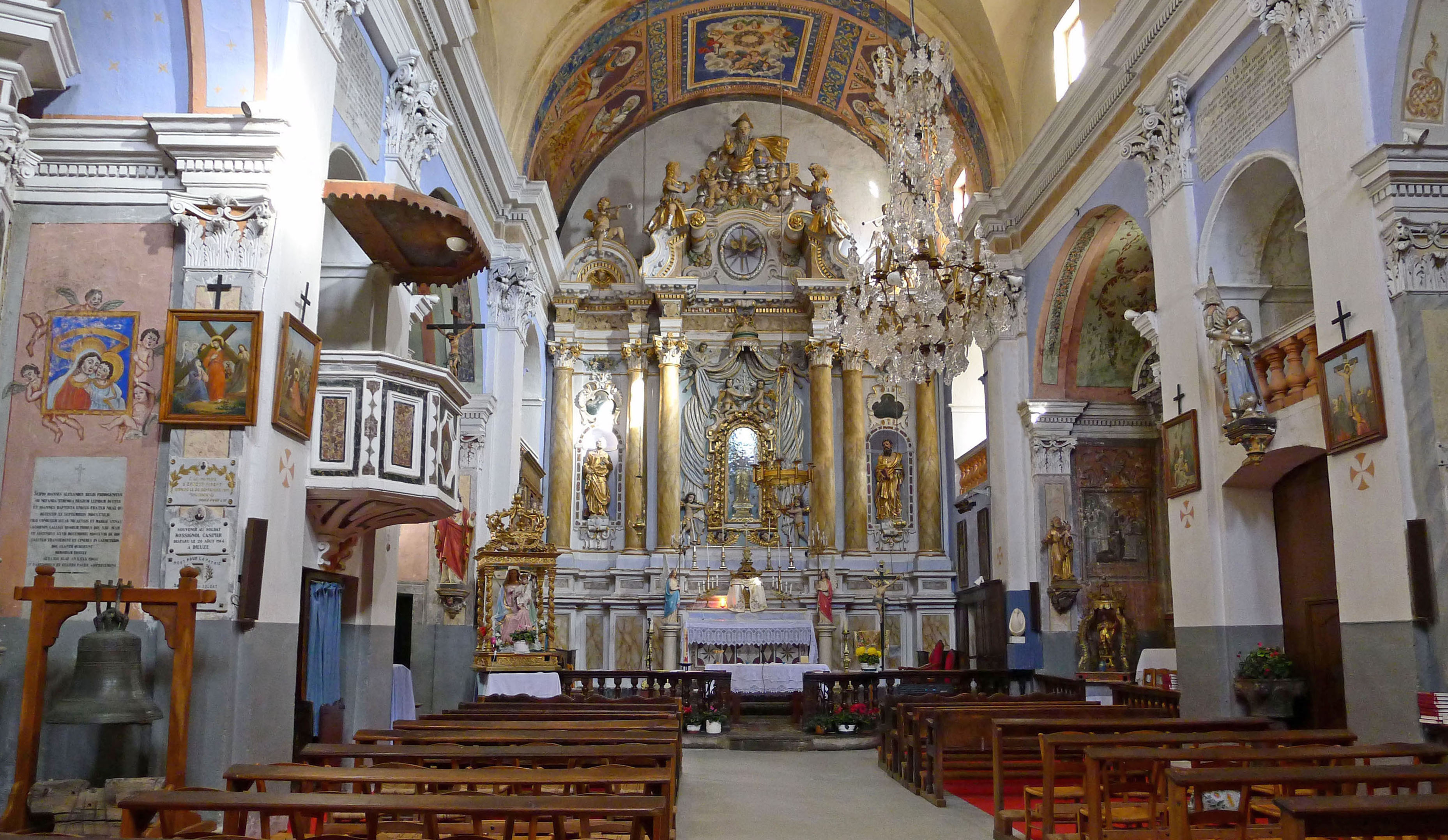
Vue de l'intérieur de la collégiale Sainte-Marie.
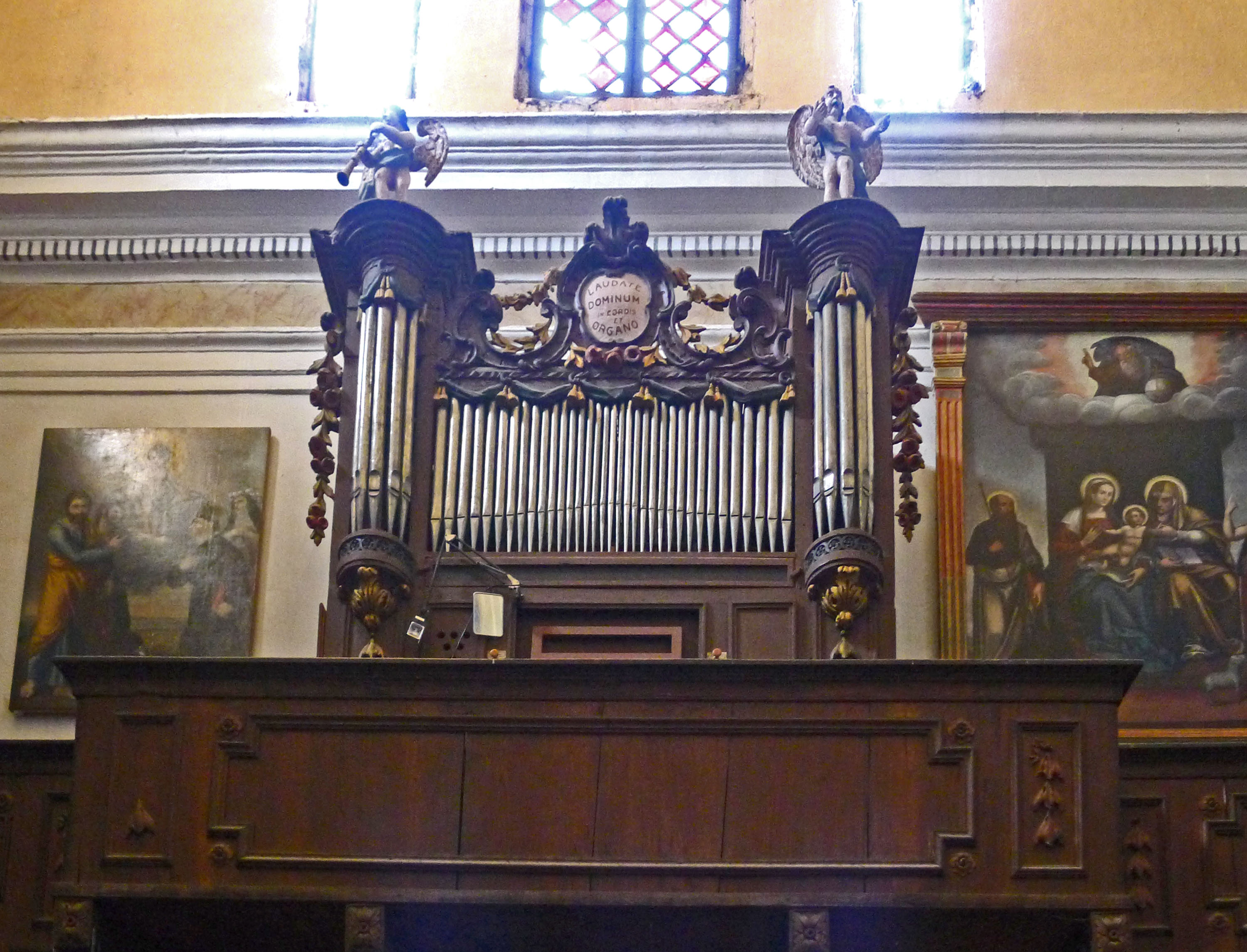
Orgue des Frères Grinda dans la collégiale.
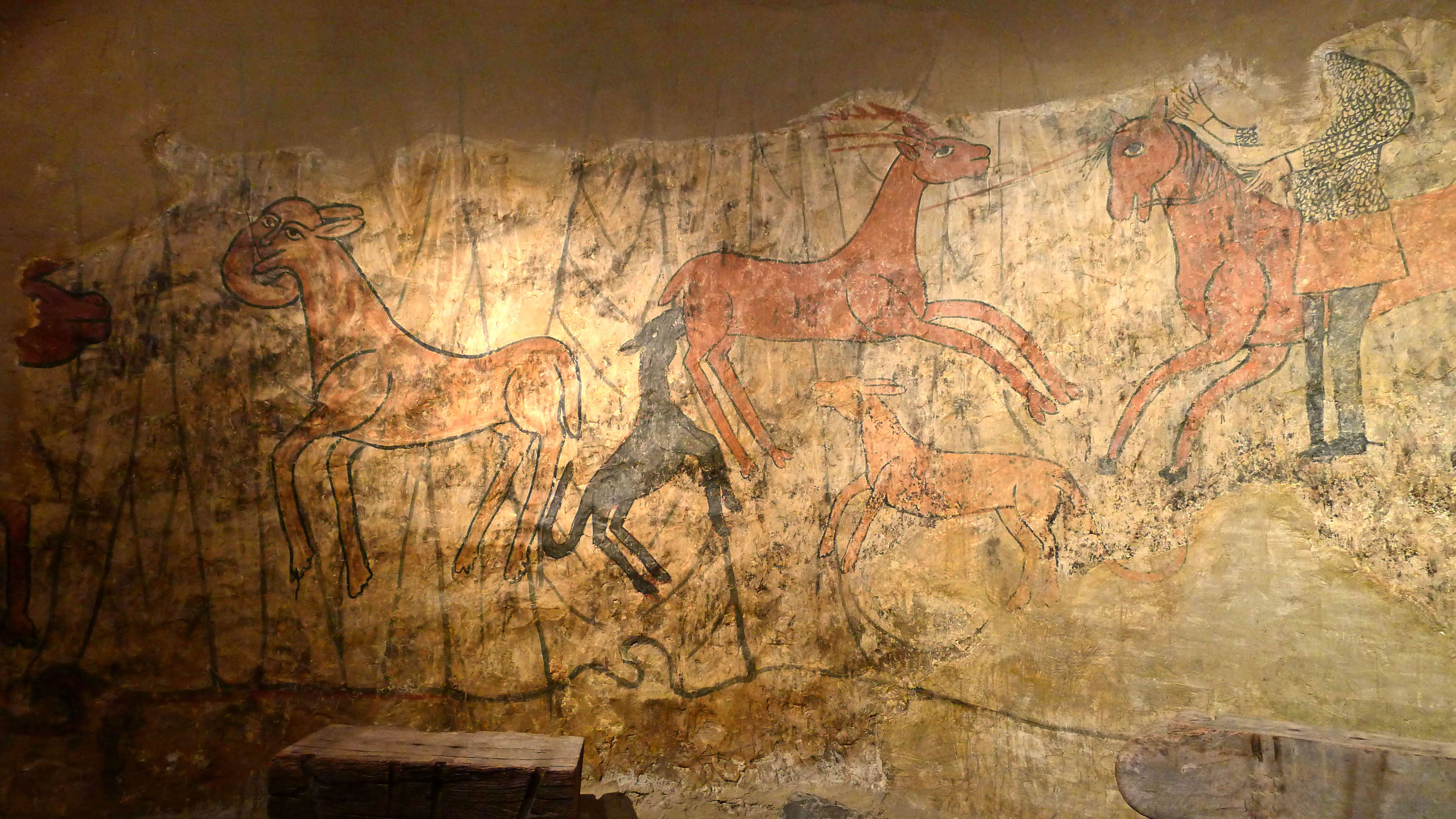
Peinture murale dans l'abside de l'ancienne église Sainte-Marie.

#### Autres lieux et monuments
On peut également citer :
La chapelle des Pénitents Noirs ou Saint-Roch ou de la Miséricorde, est située derrière la collégiale. Elle est antérieure au XVIIe siècle,.
La chapelle Saint-Jean, située sur le chemin du village de Marie, a été reconstruite en 1728, avec un très beau cadran solaire sur la façade. Cette chapelle a été mise à la disposition de l'artiste Patrick Moya qui a entrepris de retracer sur les murs intérieurs la vie de saint Jean Baptiste.
La chapelle Sainte-Anne a été édifiée à partir de 1655, elle est consacrée à saint Antoine de Padoue. On y accède après une randonnée d’une heure et demie par la piste du Raous, en allant vers la forêt. Elle est l'objet d'un pèlerinage fervent le dernier dimanche de juillet.
La chapelle Saint-Sébastien date du Ve siècle et fut reconstruite en 1575. Elle est située sur la route qui mène de Pont-de-Clans à Clans.
La chapelle Saint-Roch est située à l'entrée du vieux cimetière ; l’ancienne chapelle fut démolie en 1875, et la nouvelle reconstruite au même emplacement et dédiée à saint Roch comme la précédente.
La Maison claustrale, située près de la collégiale : sa grande porte est sculptée d'un blason, encadré du nom de l'archiprêtre Louis Serre qui l'a fait construire en 1515.
La maison dite de la Reine-Jeanne  est une maison de style Renaissance avec fenêtres à meneaux. Son nom rappelle celui de la reine Jeanne qui a installé à Clans un juge et un bailli ainsi que le droit d'approvisionnement en sel.
Le Monument aux morts pacifiste où il est inscrit « Maudits soient les responsables de la guerre et honneur à ceux qui ont travaillé pour la paix »,.

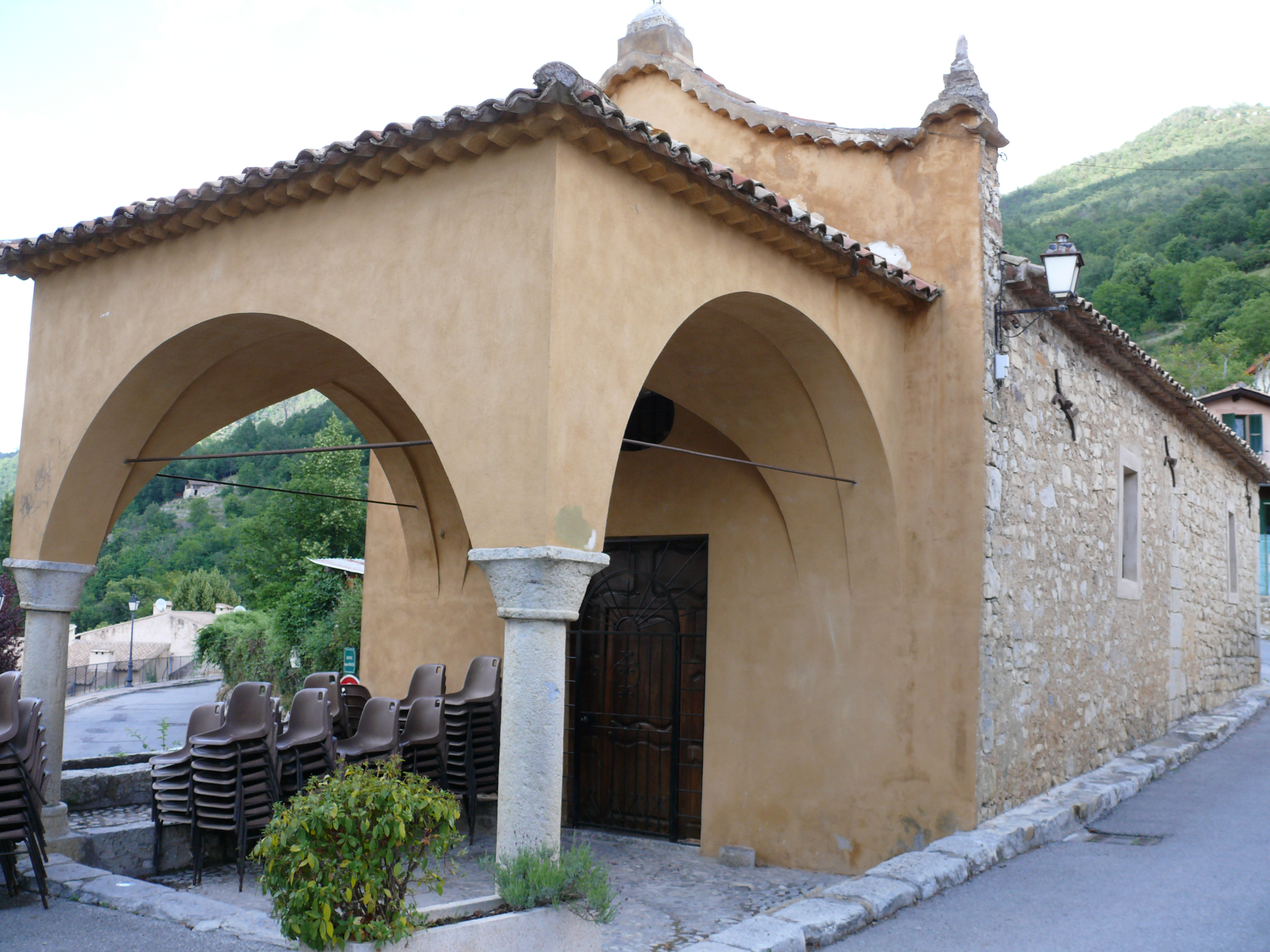
Chapelle des Pénitents-Noirs.
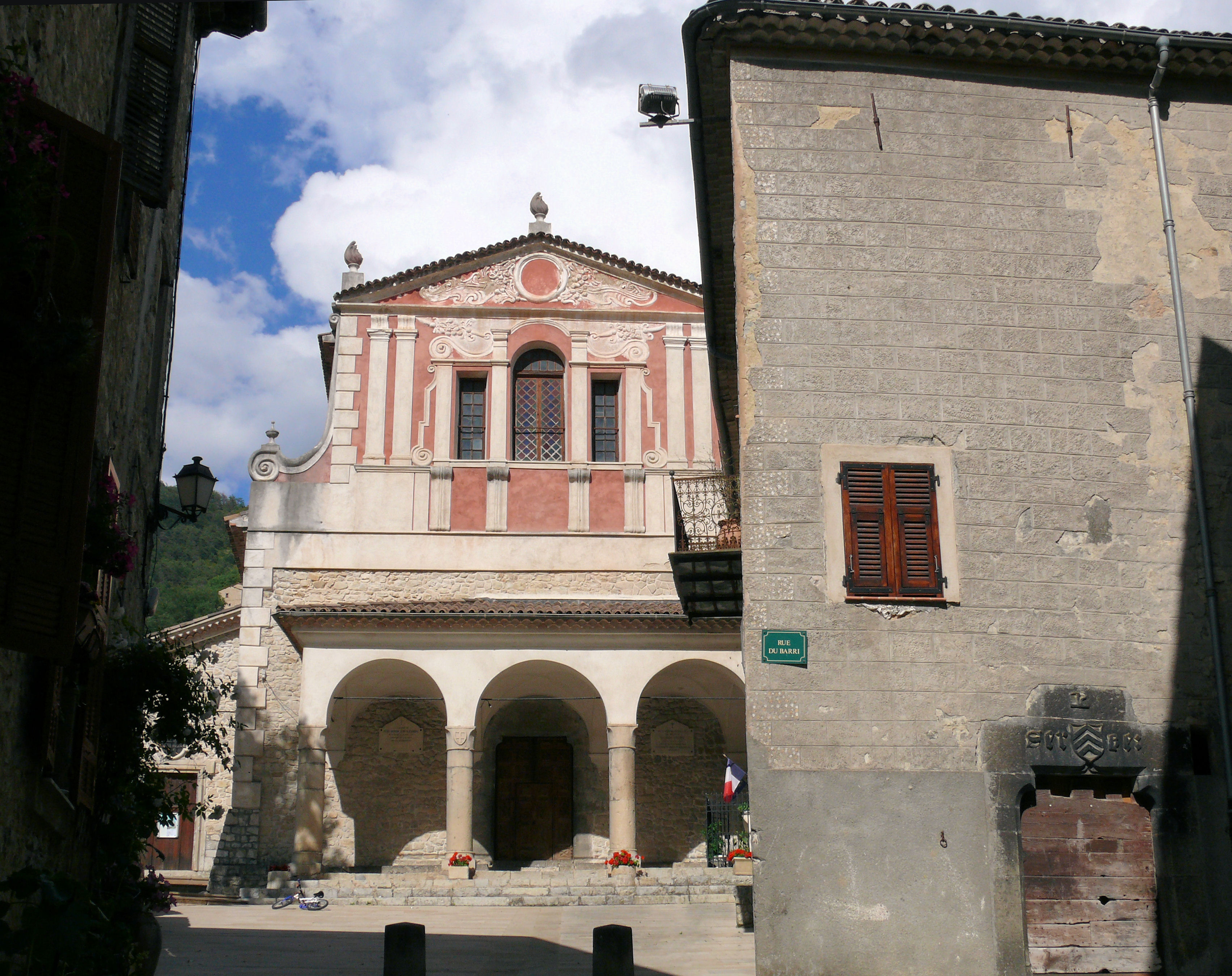
Collégiale Sainte-Marie et maison claustrale.
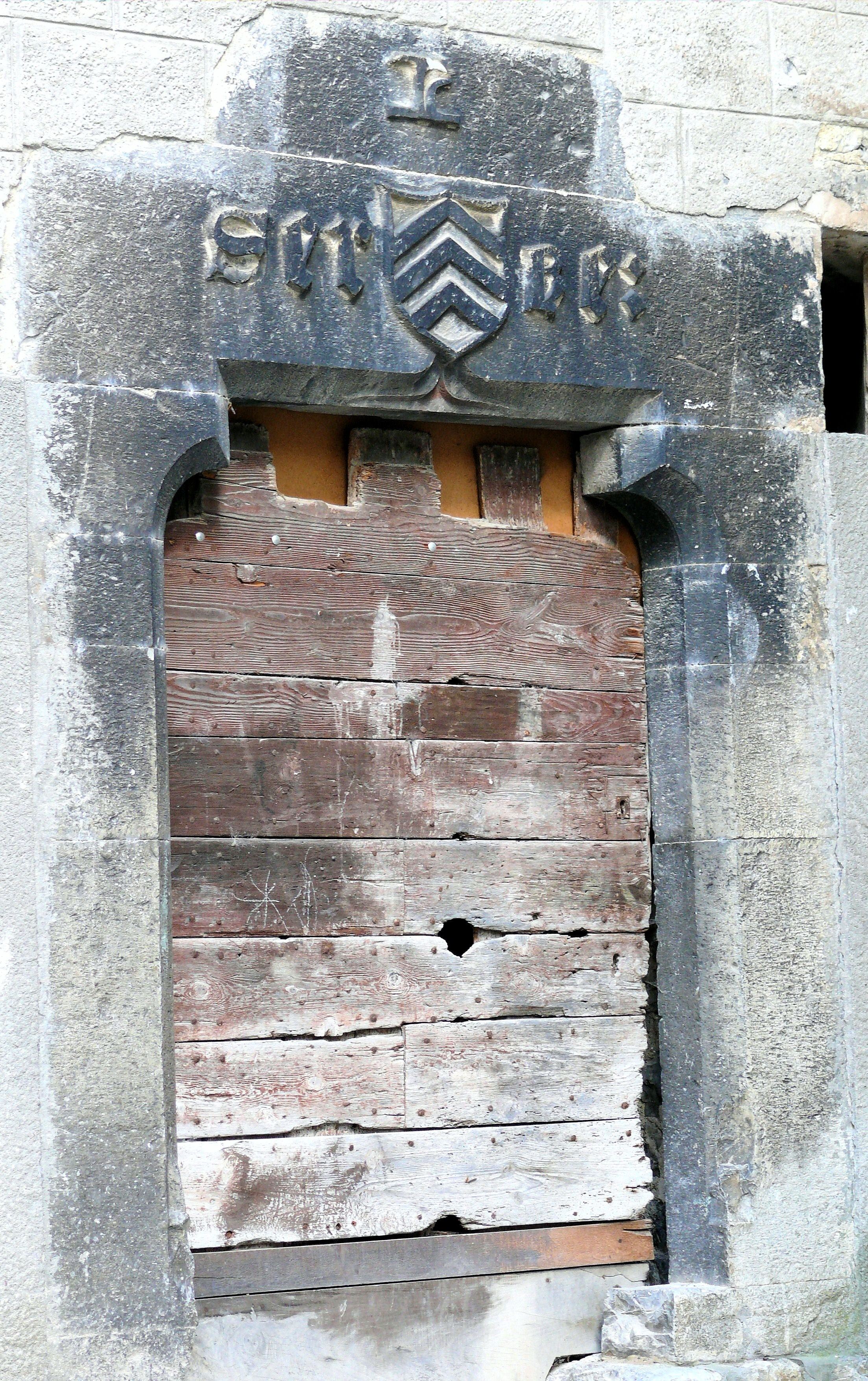
Porte de la maison claustrale.
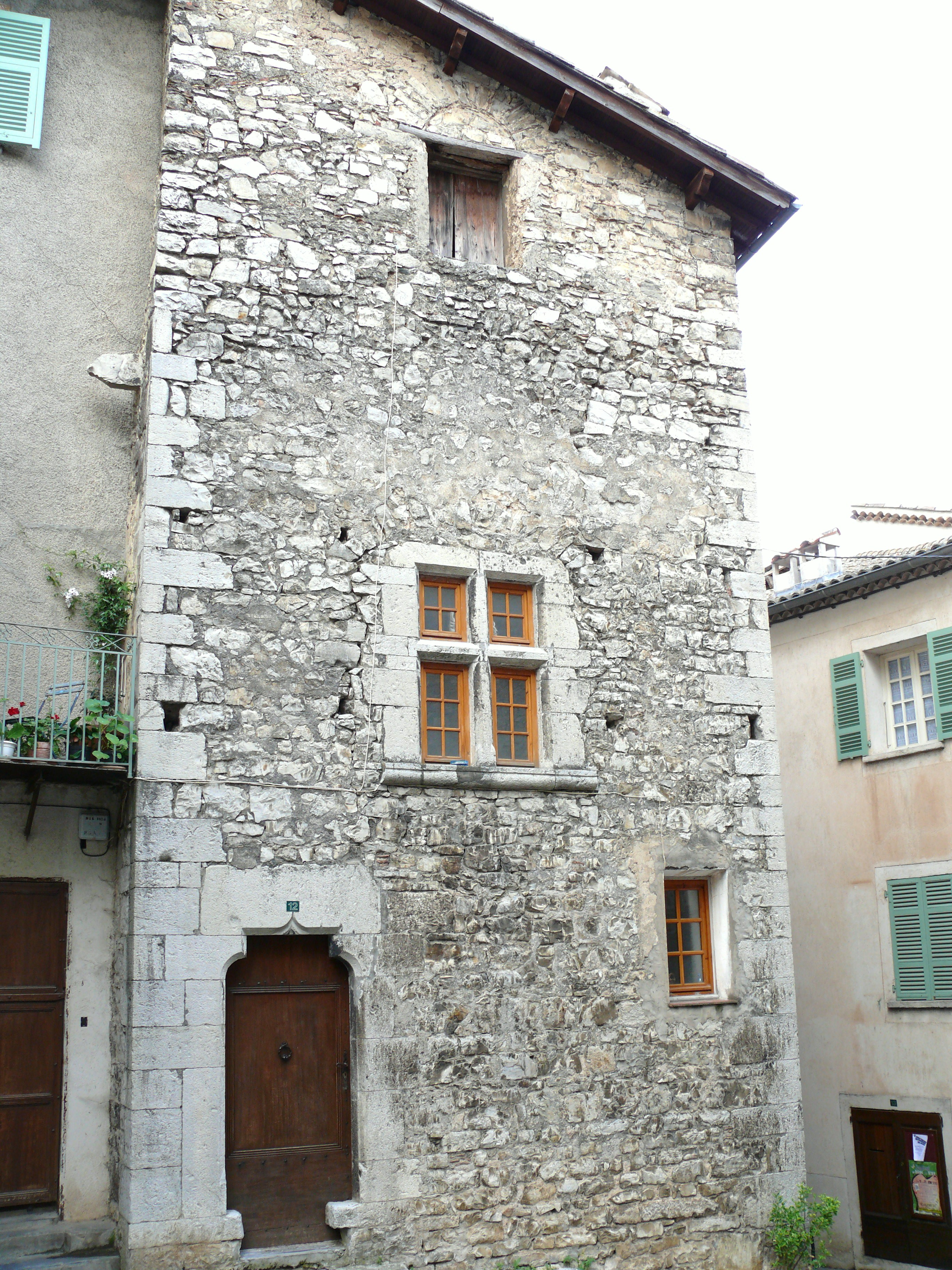
Maison dite de la reine Jeanne.
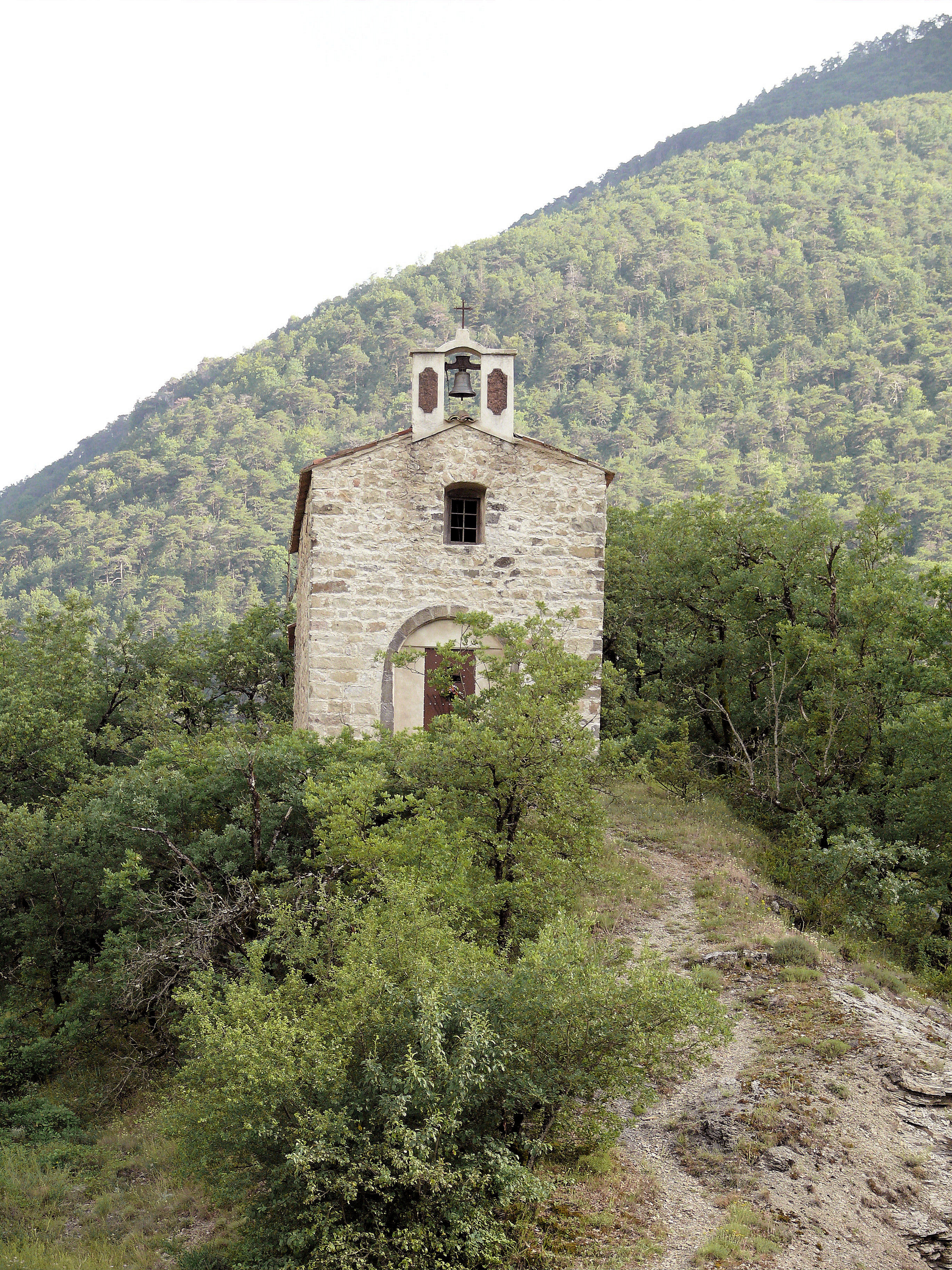
Chapelle Saint-Sébastien.

## Héraldique
| Blason de Clans | Blason  | D'argent à l'ours passant d'azur, lampassé de gueules, chapé d'azur. |
| Blason de Clans | Détails | L’ours qu’on retrouve sur le blason bleu et blanc de la commune (donné, par la famille Orsier, maîtresse du fief) est l’emblème officiel de Clans et sa devise inscrite en latin sous le blason signifie : Toujours courageux dans l’adversité. Toutefois l’emblème revendiqué est celui du loup. D’ailleurs, beaucoup de familles clansoises avaient des patronymes dérivés du latin lupus (loup), lubonis, lobo, lubo. Ce blason figure aujourd'hui sur le fronton de la salle des fêtes. Le statut officiel du blason reste à déterminer. |

## Personnalités liées à la commune
- Les 4 Justes parmi les nations de Clans[51] :
  - Edwige Isoart,
  - Paul Isoart,
  - Camille Staklin,
  - Roger Staklin.